# Charles G. Finney
Charles G. Finney, född 1 december 1905 i Sedalia i Missouri, död 16 april 1984, var en amerikansk fantasiförfattare och journalist. Han döptes efter en äldre släkting, evangelisten Charles Grandison Finney och förväxlas ibland med denne (så t.ex. i Libris). Hans första roman, The Circus of Dr. Lao, är den han är mest känd för och den enda som utkommit i svensk översättning (Doktor Laos cirkus, översättning Sam J. Lundwall, Delta, 1975).